# Ivanovice na Hané
Ivanovice na Hané là một thị trấn thuộc huyện Vyškov, vùng Jihomoravský, Cộng hòa Séc.